# Lista över personer i Platons dialoger
Detta är en alfabetisk lista över personer som framträder i Platons dialoger, med verk de framträder i, i parentes. Till listan har inte förts personer från dialogerna Alkibiades I-II, Rivalerna, Hipparkos, Theages, Klitophon, Epinomis, Platons sjunde brev, eller verk som ingår i Notheuomenoi, där det är tvivelaktigt att Platon är författare. Listan förbiser frågeställningar om huruvida det förekommer flera personer med samma namn.

## Namngivna personer
- Sokrates (alla utom Lagarna)
- Adeimantos (Staten, Parmenides)
- Agathon (Gästabudet)
- Alkibiades (Gästabudet, Protagoras)
- Antifon (Parmenides)
- Anytos (Menon)
- Apollodoros (Faidon, Gästabudet)
- Aristofanes (Gästabudet)
- Aristodemos (Gästabudet)
- Aristoteles (Parmenides)
- Chairefon (Gorgias, Charmides)
- Charmides (Charmides)
- Dionysodoros (Euthydemos)
- Echekrates (Faidon)
- Eryximachos (Gästabudet)
- Eudikos (Om lögn)
- Eukleides (Theaitetos)
- Euthydemos (Euthydemos)
- Eutyfron (Euthyfron)
- Faidon (Faidon)
- Faidros (Gästabudet, Faidros)
- Filebos (Filebos)
- Glaukon (Gästabudet, Staten, Parmenides)
- Gorgias (Gorgias)
- Hermogenes (Kratylos)
- Hermokrates (Timaios, Kritias)
- Hippias (Protagoras, Om skönheten, Om lögn)
- Hippokrates från Aten (ej att förväxlas med Hippokrates) (Protagoras)
- Hippothales (Lysis)
- Ion (Ion)
- Kallias (Protagoras)
- Kallikles (Gorgias)
- Kebes (Faidon)
- Kefalos (Staten, Parmenides)
- Kleinias (Euthydemos, Lagarna)
- Kratylos (Kratylos)
- Kritias (Protagoras, Charmides, Timaios, Kritias)
- Kriton (Kriton, Faidon, Euthydemos)
- Ktesippos (Euthydemos)
- Laches (Laches)
- Lysimachos (Laches)
- Lysis (Lysis)
- Megillos (Lagarna)
- Melesias (Laches)
- Menexenos (Lysis, Menexenos)
- Menon (Menon)
- Nikias (Laches)
- Parmenides (Parmenides)
- Pausanias (Gästabudet)
- Polemarchos (Staten)
- Polos (Gorgias)
- Prodikos (Protagoras)
- Protagoras (Protagoras)
- Protarchos (Filebos)
- Pythodoros (Parmenides)
- Simmias (Faidon)
- Sokrates den yngre (Statsmannen)
- Terpsion (Theaitetos)
- Theaitetos (Theaitetos, Sofisten)
- Theodoros (Theaitetos, Sofisten, Statsmannen)
- Thrasymachos (Staten)
- Timaios (Timaios, Kritias)
- Zenon från Elea (Parmenides)

## Icke namngivna personer
- ”en främling från Aten” (Lagarna)
- ”en främling från Elea” (Sofisten, Statsmannen)
- ”en fångvakt” (Phaidon)
- ”en vän till Apollodoros” (Gästabudet)
- ”en vän” (Protagoras)
- Lysimachos son (Laches)
- Melesias son (Laches)
- Menons slav (Menon)